# ボリス・コフノ
ボリース・エヴゲーニェーヴィチ・コフノ（ロシア語: Бори́с Евге́ньевич Кохно́  バリース・イェヴギェーニェヴィチ・カフノー; ウクライナ語: Борис Євгенович Кохно; Boris Kochno, 1904年1月3日 モスクワ - 1990年12月8日 パリ）は、ロシア出身の台本作家・詩人。姓のラテン字母転写を、フランス語風に読み下してコシュノと、また英語風に読んでコクノと呼ばれることもある。

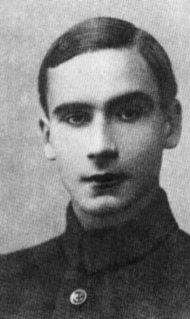
ボリス・コフノ

1919年にエリザヴェトグラード（現キロヴォグラード）在住だった少年時代には、カロル・シマノフスキと恋仲であり、男色を主題とするシマノフスキの未完の小説『エフェボス』の一章「饗宴」のロシア語版を、贈り物として受け取っている。またシマノフスキは、コフノ少年に4つの相聞歌を捧げた。
1920年にセルゲイ・ディアギレフの秘書や台本作家をつとめ、ゆくゆくは主要な協力者となった。また、1929年にディアギレフが亡くなるまで、その生涯最後の伴侶となった。コフノが手掛けたオペラ・バレエ台本に、《マヴラ》（1921年、イーゴリ・ストラヴィンスキー作曲）や《困った奴ら（フランス語: Les Fâcheux）》（1924年、ジョルジュ・オーリック作曲）、《牝猫（La Chatte）》（1927年、アンリ・ソーゲ作曲）、《放蕩息子》（1929年、セルゲイ・プロコフィエフ作曲）が挙げられる。1925年にはコール・ポーターとも関係を持ち、長期間にわたって二人で文通を続けた。
ディアギレフの死後まもなく、セルゲイ・リファールとロシア・バレエ団を共同運営しようとするも成功しなかった。二人はディアギレフの蔵書やコレクションを相続しており、そのうちコフノが受け継いで完備した資料の一部は、フランス国立図書館に購入された。
ディアギレフの遺業を不朽のものにしようとして、ヴァシーリー・ヴォスクレセンスキーとルネ・ブリュムを監督に迎えてモンテカルロ・ロシア・バレエ団の結成を促す。この試みは、二人の監督が決裂したために、3年間しかもたずにご破算となり、新たに二つの競合する団体が誕生することになった。1933年にはジョージ・バランシンとともに、短命に終わった「バレエ団1933（Les Ballets 1933）」を設立し、夏にシャンゼリゼ劇場でデビューさせた。同年エドワード・ジェームズとともにブレヒトとクルト・ヴァイルに新作を依嘱する。完成されたのがブレヒト＝ヴァイルの最後の共作となった《7つの大罪》であり、舞台制作と演出・振り付けはバランシンが担当した。
戦後はローラン・プティと協力関係に入り、シャンゼリゼ・バレエ団（バレエ・デ・シャンゼリゼ）を共同で設立して1951年まで二人で監督した。シャンゼリゼ・バレエ団は1945年5月2日にコフノの舞台演出によって《カルタ遊び》を上演し、大成功のうちにデビューを果たした。
多くの著作を遺しており、なかでもディアギレフに関する著書『ディアギレフとロシア・バレエ団』と、かつての親友であり協力者についての断片的な回想録『クリスチャン・ベラール』は、重要な史料である。

## 註
1. ↑  Who's Who in Gay and Lesbian History By Robert Aldrich, Garry Wotherspoon p.510
2. ↑  Der Spiegel Ausgabe 42/1947 vom 18. Oktober 1947, Seite 17: Das getanzte Pokerspiel